# Wieliczka Park
Wieliczka Park – stacja kolejowa w Wieliczce przy ul. Edwarda Dembowskiego, w województwie małopolskim, w Polsce. Według klasyfikacji PKP ma kategorię dworca regionalnego. 

## Ruch pasażerski
| Rok  | Wymiana pasażerska na dobę |
| ---- | -------------------------- |
| 2017 | 1 500-2 000                |
| 2022 | 200-299                    |

Stacja Wieliczka pełniła ważną rolę w historii wielickiej kolei. W sytuacji, gdy na odcinku Wieliczka – Kraków Bieżanów był położony tylko jeden tor obsługujący kilkadziesiąt połączeń dziennie, stacja Wieliczka była mijanką dla kursujących pociągów pasażerskich. Zdarzało się nieraz, że pociągi jadące z Wieliczki do Krakowa czekały na stacji Wieliczka na skład jadący z Krakowa. Teoretycznie też stacja Wieliczka mogła obsługiwać składy pociągów z lokomotywami (co było niemożliwe w wypadku stacji Wieliczka Rynek – ślepy tor).
Po remoncie torów i peronów w 2012 roku stacja zmieniła nazwę z Wieliczka na Wieliczka Park.
W styczniu 2015 rozpoczął się generalny remont budynku dworca. Otwarcie wyremontowanego obiektu nastąpiło 12 grudnia 2016. W ramach remontu dworzec został dostosowany do potrzeb osób niepełnosprawnych. Zlikwidowano bariery architektoniczne, przystosowano toalety i wykonano ścieżki prowadzące dla osób niewidomych i niedowidzących. Na terenie obiektu pojawił się także podnośnik dla osób na wózkach inwalidzkich, a przed wejściem na perony biletomaty. Po stronie północnej budynku wykonano parking oraz stojaki rowerowe. Zachowano także zabytkowe elementy zagospodarowania stacji kolejowej – układ torów, kozioł oporowy i skrajnik.

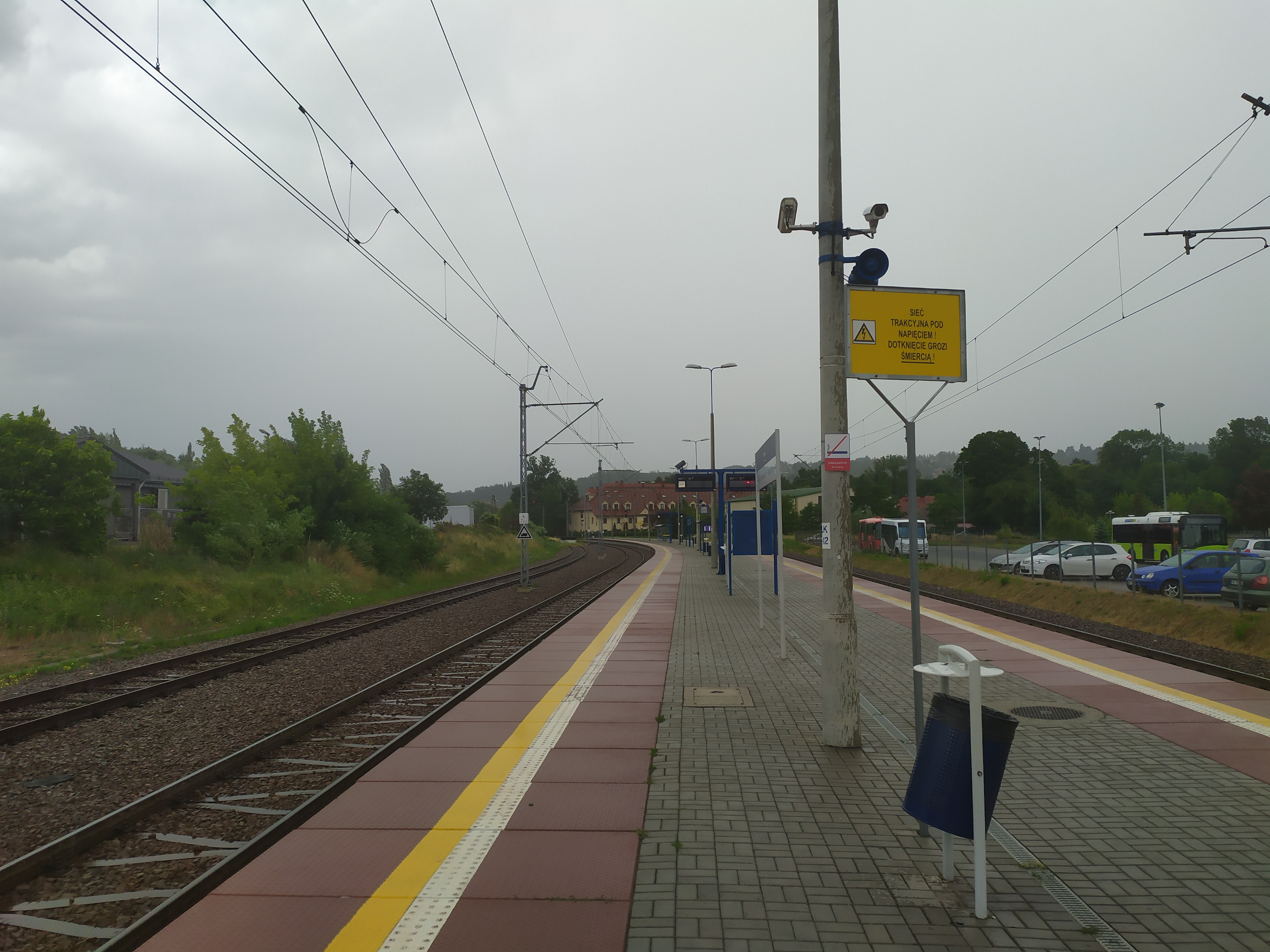
Peron wyspowy stacji Wieliczka Park (2019)
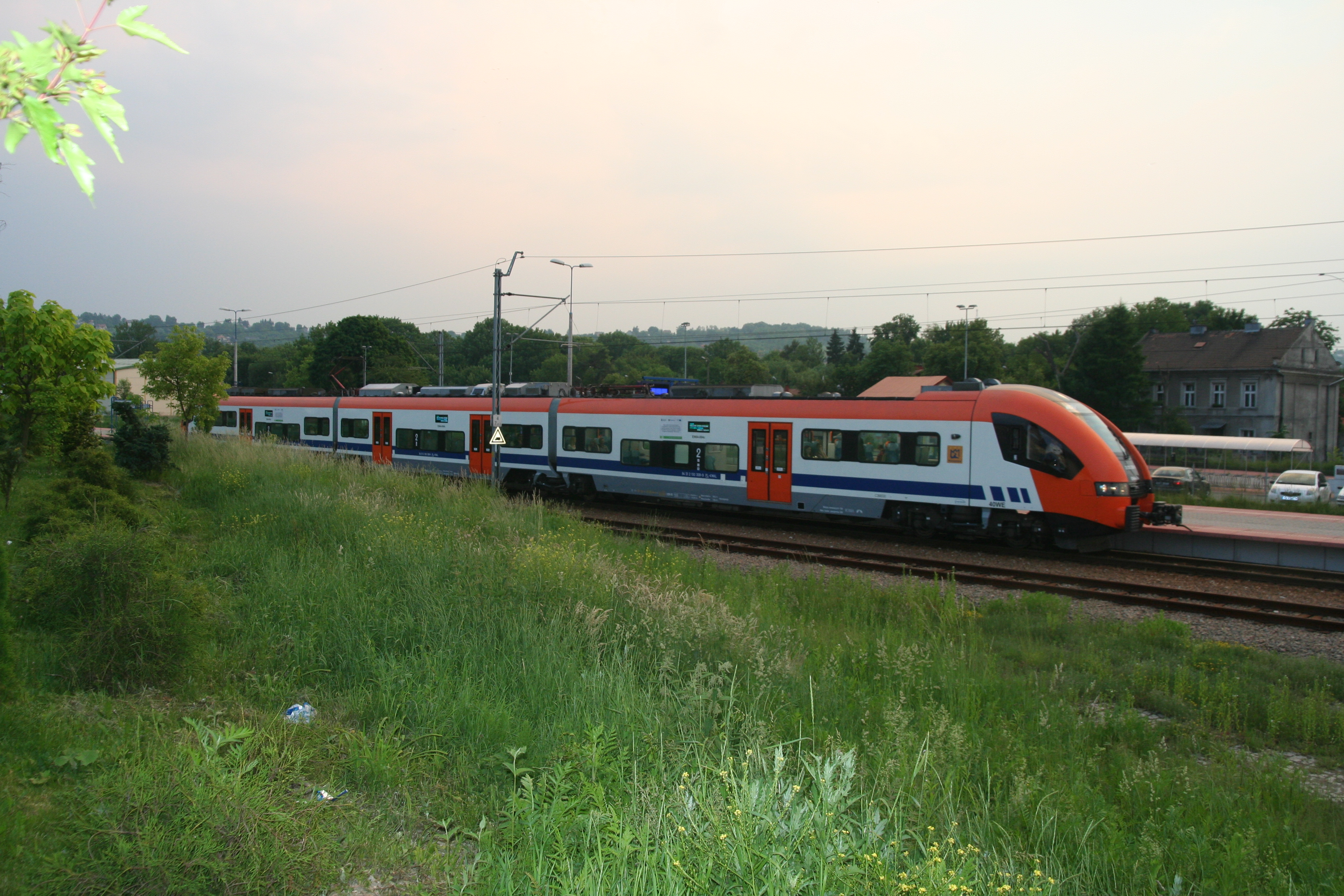
EN64 Kolei Małopolskich na stacji
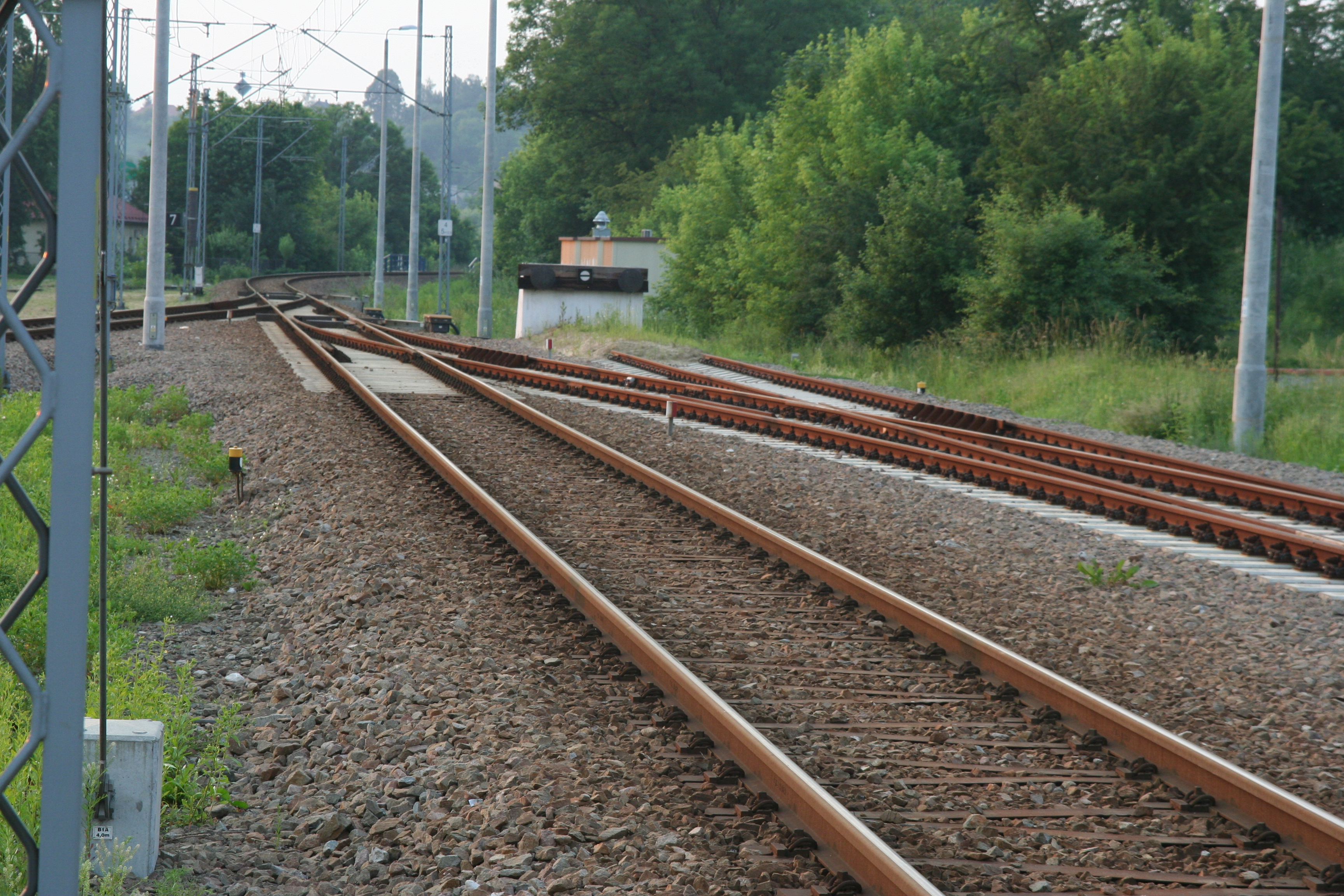
Rozjazdy na stacji
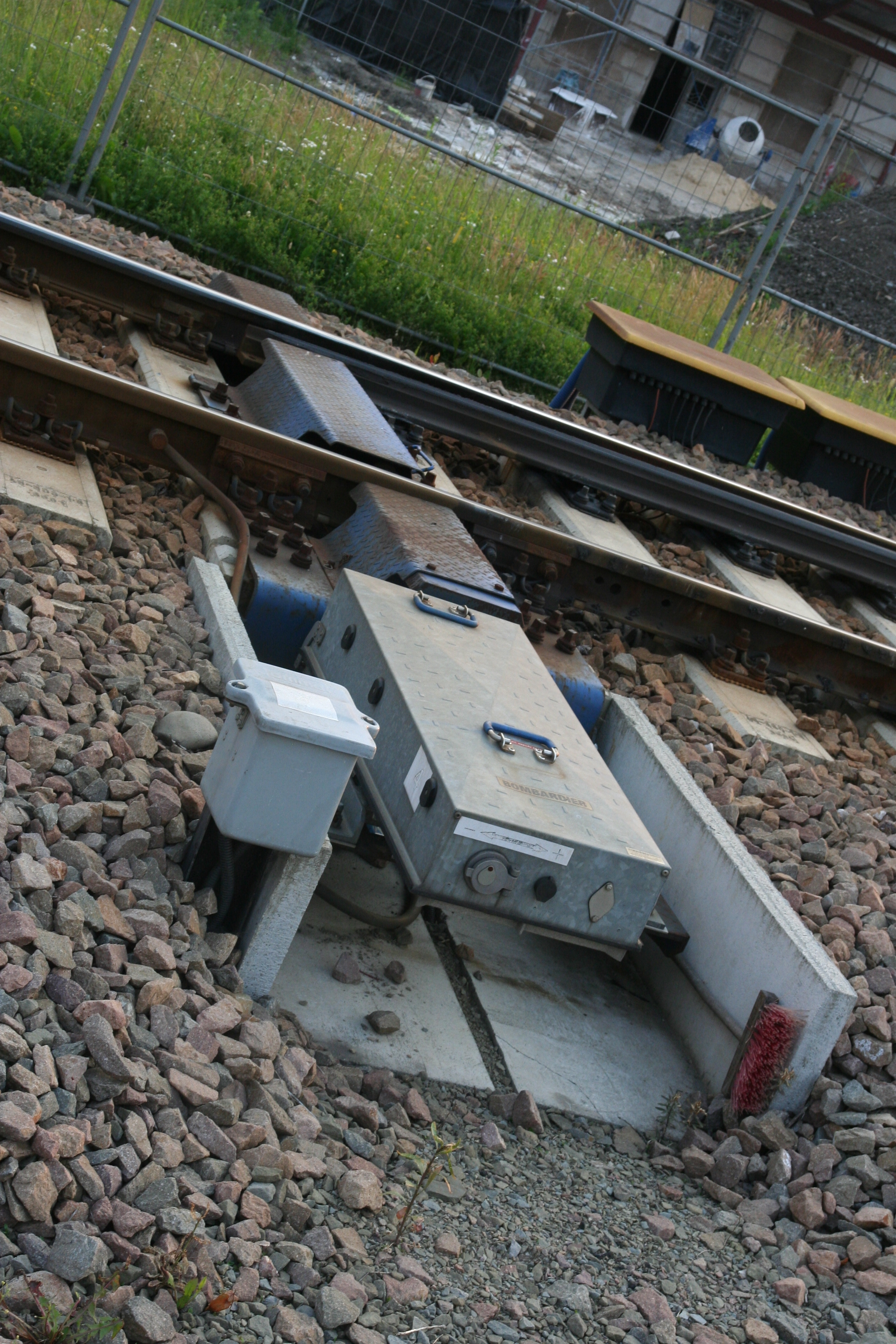
Zautomatyzowany system zwrotnic
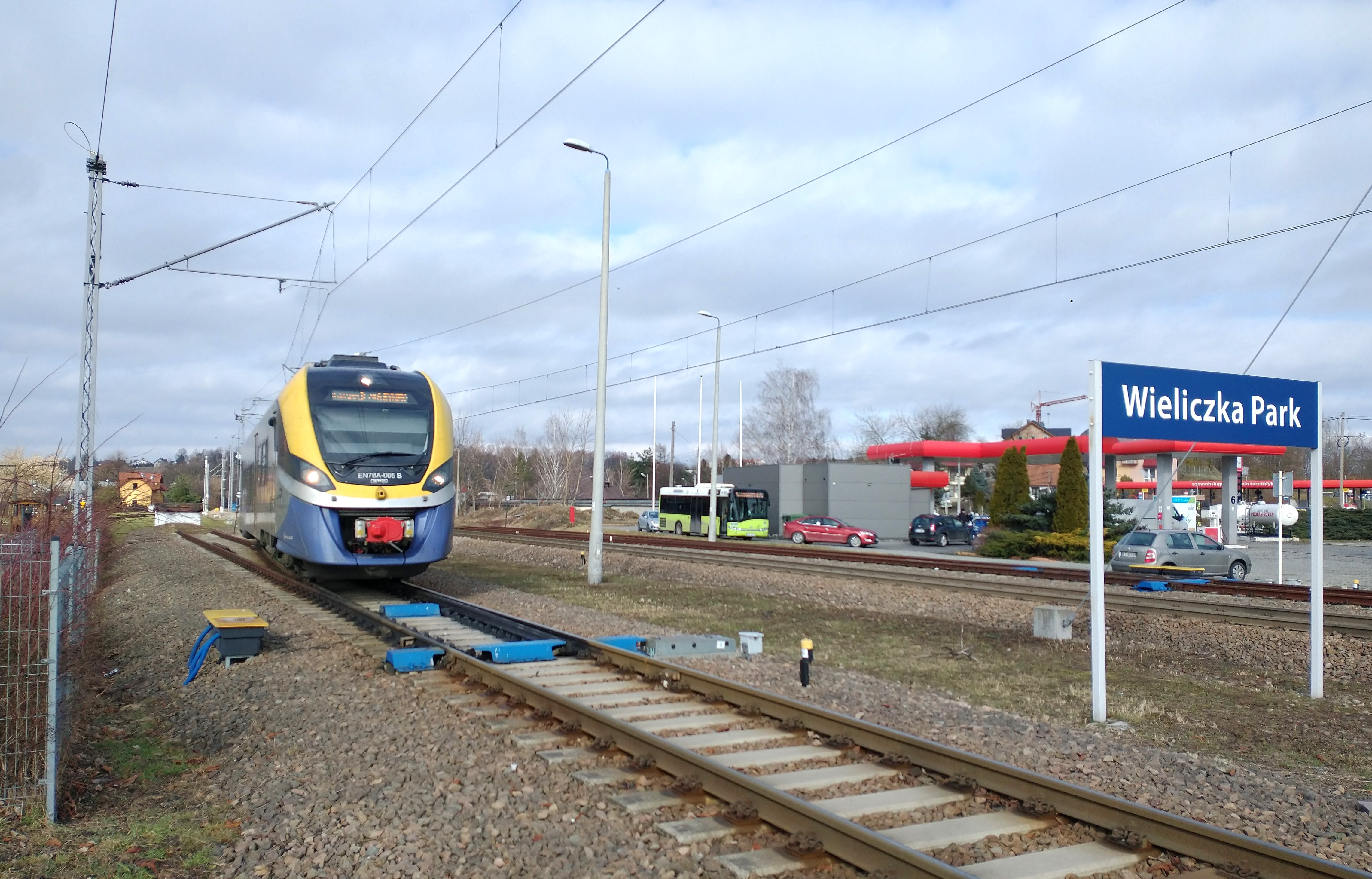
Newag Impuls wjeżdża od strony Krakowa